# Germana Fabiano
Germana Fabiano, geboren als Germana Favognano (geboren Februar 1971 in Palermo) ist eine italienische Schriftstellerin.

## Leben
Germana Favognano studierte Politikwissenschaften und wurde an der Universität Palermo promoviert. Sie lebt und arbeitet in Tübingen. Sie erhielt 2009 den „Premio Internazionale Colonna d’Eroma“ und veröffentlichte im selben Jahr ihren ersten Roman Balarm. Fabiano legte mehrere Romane und Erzählbände vor, darunter die Trilogie Concerto Siciliano, bestehend aus den Teilen Motya, L’ultimo Rais und Tra Scilla e Cariddi.

## Werke
- Balarm: voci da una città in ostaggio. Robin, Rom 2009.
- La luna contro e altri racconti. Robin, Rom 2010.
- In nome di Dio e per mano del diavolo: vita del boia Laurent Deville, esecutore delle alte e basse opere a Saint Germain sulla Somme dal 1497 al 1504. Robin, Rom 2011.
- Racconti bonsai. Robin, Rom 2010.
- Concerto Siciliano. Trilogie. Robin, Rom 2016.
- L'ultimo raìs: Concerto siciliano Opera cinque. Secondo movimento: ritmato grave. Robin Edizioni, 2016
  - Mattanza. Übersetzung Katharina Schmidt, Barbara Neeb. Hamburg : mare, 2023